# Teilungserklärung
Die Teilungserklärung ist im deutschen Wohnungseigentumsrecht die Erklärung des Grundstückseigentümers gegenüber dem Grundbuchamt, dass das Eigentum an dem Grundstück in Miteigentumsanteile aufgeteilt wird.

## Allgemeines
Die Teilungserklärung ist eine wichtige Rechtsgrundlage des Wohnungs- oder Teileigentums und ist einmalig bei dessen Begründung abzugeben. Es handelt sich um eine einseitige Erklärung, die durch den Grundstückseigentümer abzugeben ist und darauf abzielt, dem Grundbuchamt genaue Informationen über grundbuchrechtliche Sachverhalte zu geben.

## Rechtsfragen
Bei der Begründung von Wohnungseigentum ist gemäß § 8 Abs. 1 WEG eine Teilungserklärung vom Grundstückseigentümer abzugeben. Das geschieht entweder durch dinglichen Vertrag der Miteigentümer des Grundstücks oder durch dingliche Teilungserklärung des alleinigen Grundstückseigentümers und Eintragung im Grundbuch. Sie bezieht sich auf den Aufteilungsplan, der zu ihrem Bestandteil wird. Der Aufteilungsplan muss von der Bauaufsichtsbehörde als zuständiger Genehmigungsbehörde bescheinigt sein (§ 7 WEG). Hierzu prüft die Behörde die Abgeschlossenheit der Nutzungseinheiten und ob der Teilungsplan inhaltlich der zum Grundstück gehörenden Baugenehmigung entspricht. 
Die Teilungserklärung stellt eine einseitige, empfangsbedürftige Willenserklärung gegenüber dem Grundbuchamt dar. Sie bedarf gemäß § 29 GBO lediglich der notariellen Beglaubigung, doch kommen in der Praxis die meisten Teilungserklärungen durch notarielle Beurkundung zustande. Durch Teilungserklärung wird mit jedem Anteil das Sondereigentum an einer bestimmten Wohnung oder an nicht zu Wohnzwecken dienenden bestimmten Räumen (Teileigentum) in einem auf dem Grundstück errichteten oder zu errichtenden Gebäude verbunden. Wohnungs- und Teileigentümer sind zur Mitwirkung an Änderungen der Teilungserklärung verpflichtet, wenn ihre Beibehaltung zu grob unbilligen, mit Treu und Glauben nicht zu vereinbarenden Ergebnissen führt. Die Teilungserklärung ist Voraussetzung für die Anlage der Wohnungsgrundbücher: Aufgrund der Teilungserklärung und des darin enthaltenen Aufteilungsplans wird durch das Grundbuchamt von Amts wegen das bisherige Grundbuch in Wohnungs- und Teileigentumsgrundbücher aufgeteilt. Spätere Änderungen der Teilungserklärung bedürfen stets der Einstimmigkeit in der Wohnungseigentümerversammlung.

## Inhalt
Die Teilungserklärung legt fest, was Gemeinschaftseigentum und was Sondereigentum werden soll. Ein sachenrechtlicher Teil befasst sich mit der Aufteilung des Wohnungs- oder Teileigentums in Miteigentumsanteile, während die Gemeinschaftsordnung Grundregeln für das Gemeinschaftsverhältnis der Wohnungs- oder Teileigentümer untereinander sowie Gebrauchsregeln (§ 15 Abs. 1 WEG) enthält. Fehlt es an Gebrauchsregeln, müssen diese in einer Eigentümerversammlung durch Mehrheitsbeschluss festgelegt werden. Auch die Hausordnung kann Bestandteil einer Teilungserklärung sein, sie wird jedoch meist erst nach der Teilungserklärung beschlossen. Geregelt werden kann auch die Verteilung der Betriebs- und Nebenkosten. Ferner sind in der Regel besondere Sondernutzungsrechte (z. B. an Stellplätzen) festgehalten.

## Andere Rechtsgebiete
Im Patentrecht ist eine Teilanmeldung gemäß § 39 Abs. 1 PatG möglich, wobei der Anmelder die Teilungserklärung in Schriftform dem Deutschen Patent- und Markenamt einzureichen hat. Parallel ist auch im Markenrecht die Teilübertragung einer Marke gemäß § 27 Abs. 4 MarkenG in Verbindung mit § 46 Abs. 1 MarkenG statthaft. Dem Markeninhaber steht dabei das Recht zu, eine entsprechende Teilungserklärung vor dem Deutschen Patent- und Markenamt abzugeben.